# Rommel Padilla
Rommel Padilla (4 de enero de 1964, Manila), es un actor filipino. Es parte del clan Padilla, dentro del mundo del espectáculo en su natal Filipinas. Hermano mayor de los actores BB Gandanghari y Robin Padilla y hermano menor de Royette Padilla, también actor.

## En la política
Padilla se postuló para gobernador de Nueva Ecija en 2010, aunque en las elecciones fue derrotado por Gay Padiernos.

## Vida personal
Es padre del actor y cantante Daniel Padilla, hijo también de la actriz Karla Estrada.

## Filmografía

### TV Shows
| Título               | Año       | Personaje           | Canal       |
| -------------------- | --------- | ------------------- | ----------- |
| Basta't Kasama Kita  | 2003–2004 | Felip "Buhawi" Agda | ABS-CBN     |
| Asian Treasures      | 2007      | Leo                 | GMA Network |
| Obra Presents: Sanib | 2008      |                     | GMA Network |
| Joaquin Bordado      | 2008      | Alfredo             | GMA Network |
| Totoy Bato           | 2009      | Manuel Velarde      | GMA Network |
| Lorenzo's Time       | 2012      | Vincent Castillo    | ABS-CBN     |
| Toda Max             | 2012      | Romy                | ABS-CBN     |
| Sana Ay Ikaw Na Nga  | 2012      |                     | GMA Network |

### Películas
| Título                                                           | Año  | Personaje          |
| ---------------------------------------------------------------- | ---- | ------------------ |
| Blue Jeans Gang                                                  | 1991 |                    |
| Bad Boy II                                                       | 1992 |                    |
| Grease Gun Gang                                                  | 1992 | Engeng             |
| Miss Na Miss Kita (Utol Kong Hoodlum II)                         | 1992 |                    |
| Makuha Ka Sa Tingin (Kung Puwede Lang)                           | 1993 | Don Ricardo's Men  |
| Manila Boy                                                       | 1993 |                    |
| Mistah                                                           | 1994 |                    |
| Col. Billy Bibit (RAM) Story                                     | 1994 | Col. Billy Bibit   |
| The Untold Story: Vizconde Massacre II - May the Lord Be with Us | 1994 | Glenn              |
| The Four Stooges                                                 | 1994 | Don Pedro Fernando |
| P're Hanggang Sa Huli                                            | 1995 |                    |
| Totoy Golem                                                      | 1996 | Totoy Golem        |
| Sino Si Inday Lucing?                                            | 1997 | Inday Lucing       |
| Dimas at Magdalena                                               | 1997 | Dimas              |
| Ang Kilabot At Si Miss Makipot                                   | 1998 | Carding            |
| Kumakasa, Lumalaban                                              | 1999 |                    |
| Kahit Demonyo Itutumba Ko                                        | 2000 |                    |
| Hari ng Selda (Anak ni Baby Ama II)                              | 2002 | Erwin              |
| Huwag Mong Takasan Ang Batas                                     | 2002 |                    |
| You and Me Against the World                                     | 2003 | Vincent            |